# A.N. Hansens Palæ
(A.N.) Hansens Palæ er et senklassicistisk palæ på hjørnet af Fredericiagade og Bredgade i den del af Københavns indre by, der kaldes Frederiksstaden. Det har adresse Fredericiagade 21.
Palæet er opført 1835 ved kgl. hofbygmester Jørgen Hansen Koch for den rige grosserer A.N. Hansen. Palæet er hvidpudset, i to etager og i en streng stil, der formentlig er inspireret af Karl Friedrich Schinkels huse i Berlin. Efter A.N. Hansens død i 1873 overtog den ældste søn, grosserer Alfred Hansen, palæet og havde det indtil sin død 1893. Dernæst blev etatsråd Augustin Gamél ejer af huset. Senere blev palæet domicil for forsikringsselskabet Fjerde Sø.
Palæet blev fredet 1939 (indtil 1980 i klasse B, dvs. kun det ydre).